# میمون شبگرد والاس
میمون شبگرد والاس (نام علمی: Tarsius wallacei) نام یک گونه از سرده شبگردمیمون‌ها است.